# San Gaetano (Brescia)
Die Kirche San Gaetano ist eine Kirche in Brescia, an der Kreuzung der Via Antonio Calegari mit der Via Monti. Es handelt sich um eine Klosterkirche, die für die neu gegründete Ordensgemeinde der Padri della Pace („Väter des Friedens)“ oder Preti riformati („reformierte Priester“) gebaut wurde. Der Bau erfolgte im Barockstil. Etwa sechzig Jahre nach der Fertigstellung wurde sie umgebaut und die Innenausstattung vervollständigt. Sie enthält zahlreiche wertvolle Werke, wie die Ekstase des Sant’Andrea Avellino von Giambattista Pittoni aus dem Jahr 1742, Gemälde von lokalen Künstlern, aber auch Gemälde von Grazio Cossali und Alessandro Maganza, Fresken von Pietro Scalvini und eine Tonoli-Orgel, die 1960 von der Firma Tamburini erweitert wurde.

## Geschichte
Die Kirche und das angrenzende Kloster wurden im Auftrag von Pater Francesco Cabrino d’Alfianello errichtet, der Ende des 16. Jahrhunderts eine Gemeinschaft von Priestern und Gläubigen um sich versammelte, um eine moralische Reform des Klerus und der Kirche in seinem Bereich auszuarbeiten und durchzuführen, eine häufige Haltung in dieser Zeit. Die kleine Gemeinde, die aus dieser Initiative hervorging, nahm den Namen Padri della Pace oder Preti riformati an. Der Bau der Kirche wurde Giulio Todeschini anvertraut, einem bedeutenden Architekten aus Brescia jener Zeit. Der Bau dauerte 20 Jahre, von 1588 bis 1598. Die Kirchweihe fand im darauf folgenden Jahr statt und war der Santa Maria della Purificazione gewidmet, auch Santa Maria della Pace Vecchia genannt, da sie ursprünglich für die „reformierten Väter“ bestimmt war.
In der ersten Hälfte des 17. Jahrhunderts entwickelte die Gemeinde ihre moralischen Grundsätze, die sich den Regeln von Philipp Neri annäherten, der einige Jahre zuvor verstorben war. Sie änderten ihren Namen auf Padri Filippini oder Padri dell’Oratorio. Um 1663 wurde das Gebäude nach einem Entwurf des Architekten Agostino Avanzo teilweise umgebaut, vor allem um die Struktur der Kirche aus dem 16. Jahrhundert an die Vorgaben der Gegenreformation anzupassen. Die Padri Filippini blieben in der Kirche und im angrenzenden Klosterkomplex bis 1686, als das Kloster in ein Gebäude der inzwischen ausgestorbenen Familie der Grafen Martinengo verlegt wurde, in dem auch ein neues Oratorium eröffnet wurde.
Der Klosterkomplex in der heutigen Via Calegari wurde dann zum Verkauf angeboten und 1691 von den Theatinern erworben, die als erste Maßnahme die Kirche dem heiligen Kajetan, dem Gründer des Ordens, widmeten. Das Gotteshaus wurde am 20. März 1717 von Bischof Gianfrancesco Barbarigo offiziell dem Orden übergeben. Die neuen Ordensleute führten eine Reihe von Restaurierungsarbeiten durch, um die Kirche zu vergrößern und sie besser an ihre Bedürfnisse anzupassen: das Presbyterium wurde erweitert, wobei der Chor und die Sakristei hinzugefügt wurden. Zusätzlich zu den bestehenden wurden vier Seitenkapellen gebaut, zwei auf jeder Seite. Das Innere der Kirche ist reich verziert mit Stuckfriesen, Marmorintarsien und Fresken des Brescianers Pietro Scalvini und des Franzosen Guy Louis II Vernansal. Die Arbeiten wurden 1750 abgeschlossen.
Nach der Auflösung der Mönchsorden wurde das Kloster, das sich aufgrund der Instabilität der venezianischen Herrschaft bereits im Niedergang befand, 1798 geschlossen: ein Teil wurde Staatseigentum, der Rest wurde an Privatpersonen abgetreten. Die Kirche blieb dank der Bemühungen des Theatiners Gerolamo Chinelli, der sie bis 1844 verwaltete, für die Öffentlichkeit zugänglich. Er bewahrte sie vor der Welle des Antiklerikalismus und der systematischen Vernichtung des religiösen Eigentums, sowohl des beweglichen als auch des unbeweglichen, welche die gesamte erste Hälfte dieses Jahrhunderts kennzeichnete.
1846 wurden die Kirche und das Kloster, das nun in ein Hospiz umgewandelt wurde, an die Franziskaner verkauft, die den gesamten Komplex in Besitz nahmen. 1866 führten andere Repressionen zur erneuten Schließung des Klosters: die Brüder waren gezwungen, sich in den privaten Teil des Klosters zurückzuziehen und das Staatseigentum an das Militärkrankenhaus zu übergeben. Im Jahr 1872 kehrten die Franziskaner endgültig in den Besitz des Klosters zurück, aber auf der linken Seite der Kirche standen nur wenige und sehr kleine Räume zur Verfügung, denen erst im frühen 20. Jahrhundert weitere Räume für die neue Religionsgemeinschaft hinzugefügt wurden.
Von diesem Moment an bis heute widmen sich die noch immer anwesenden Franziskanerinnen und Franziskaner dem religiösen Beistand und der Betreuung der Gefangenen in den nahe gelegenen Gerichtsgefängnissen, aber auch dem Kampf gegen die Jugendkriminalität, wofür das „Haus der Frauenarbeit der Heiligen Familie“ gegründet wurde, das später als ethische Institution anerkannt wurde und heute seinen Sitz in der Via Armando Diaz hat. In den 1960er Jahren wurde das Klostergelände auch in ein Internat für Jugendliche, das Franciscanum, umgewandelt.

## Struktur

### Außen
Die Fassade wurde so positioniert, dass die östliche Seite der Via Monti nach einer nicht zufälligen, sondern gewünschten und während des Baus der Kirche, am Ende des 16. Jahrhunderts, entstandenen Perspektive geschlossen wurde, wobei die Mauern eines davor liegenden Privatgartens abgerissen wurden. An diese Aktion erinnert noch heute eine Tafel an der Nordwestecke des Gebäudes. Das aktuelle Aussehen der Fassade ist weitgehend auf die Restaurierung der zweiten Hälfte des 19. Jahrhunderts zurückzuführen: nüchtern und klassisch, sehr flach, in zwei Ordnungen unterteilt, wobei die erste von vier dorischen Lisene und einem dorischen Gebälk geschmückt ist, während die zweite nur gemalten Tafeln mit sakralen Symbolen aufweist. Auf der Mittelachse befindet sich an der Basis ein Eingangsportal aus Marmor, das von einem kleinen dreieckigen Tympanon überragt wird, das einzige wirklich vorspringende Element der Fassade, während sich in der oberen Reihe ein großes rechteckiges Fenster befindet, über dem eine Inschrift mit der Widmung der Kirche und ein dreieckiges Tympanon, welches die Fassade abschließt.

### Innen

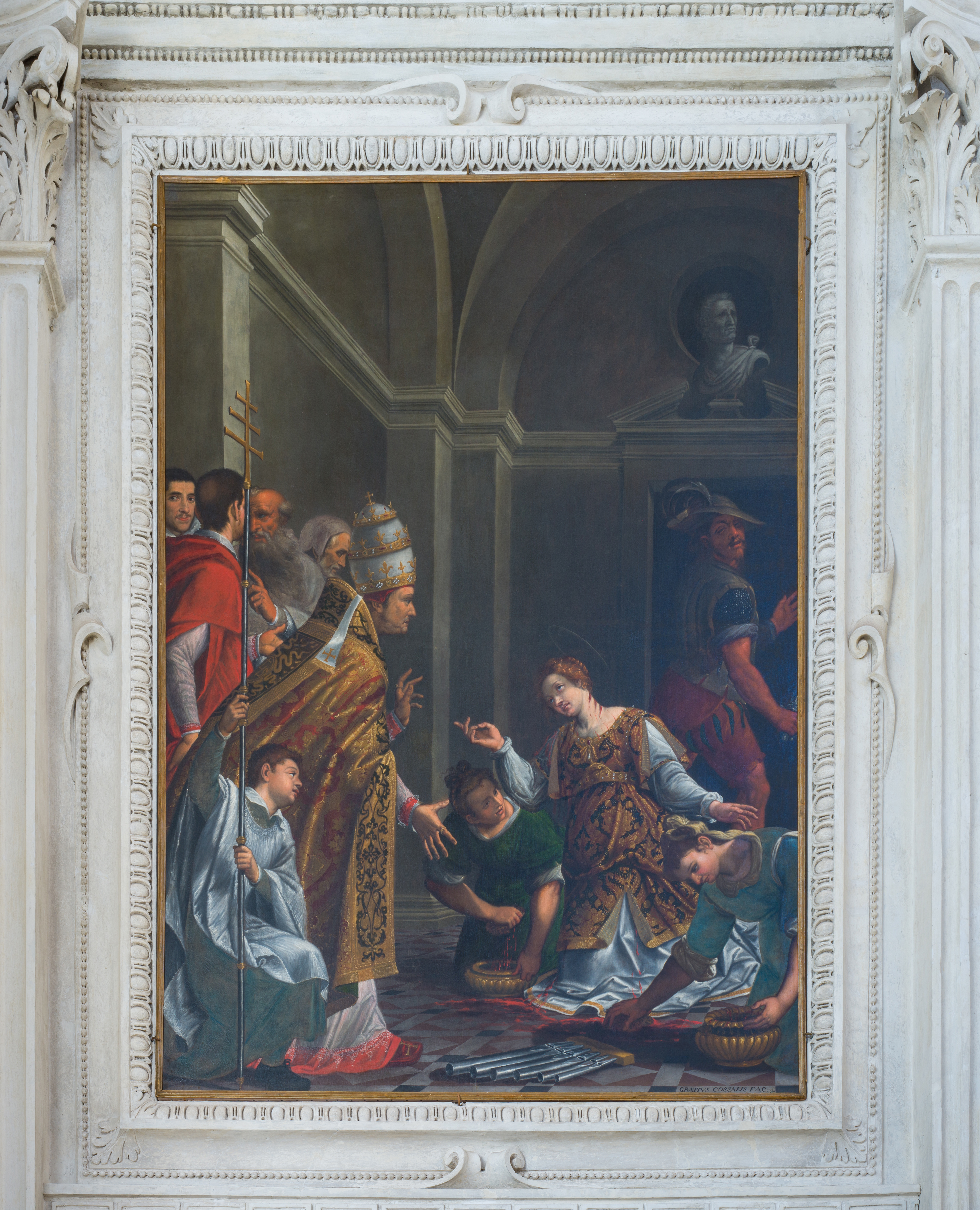
Heilige Cecilia vor Papst Urban I.
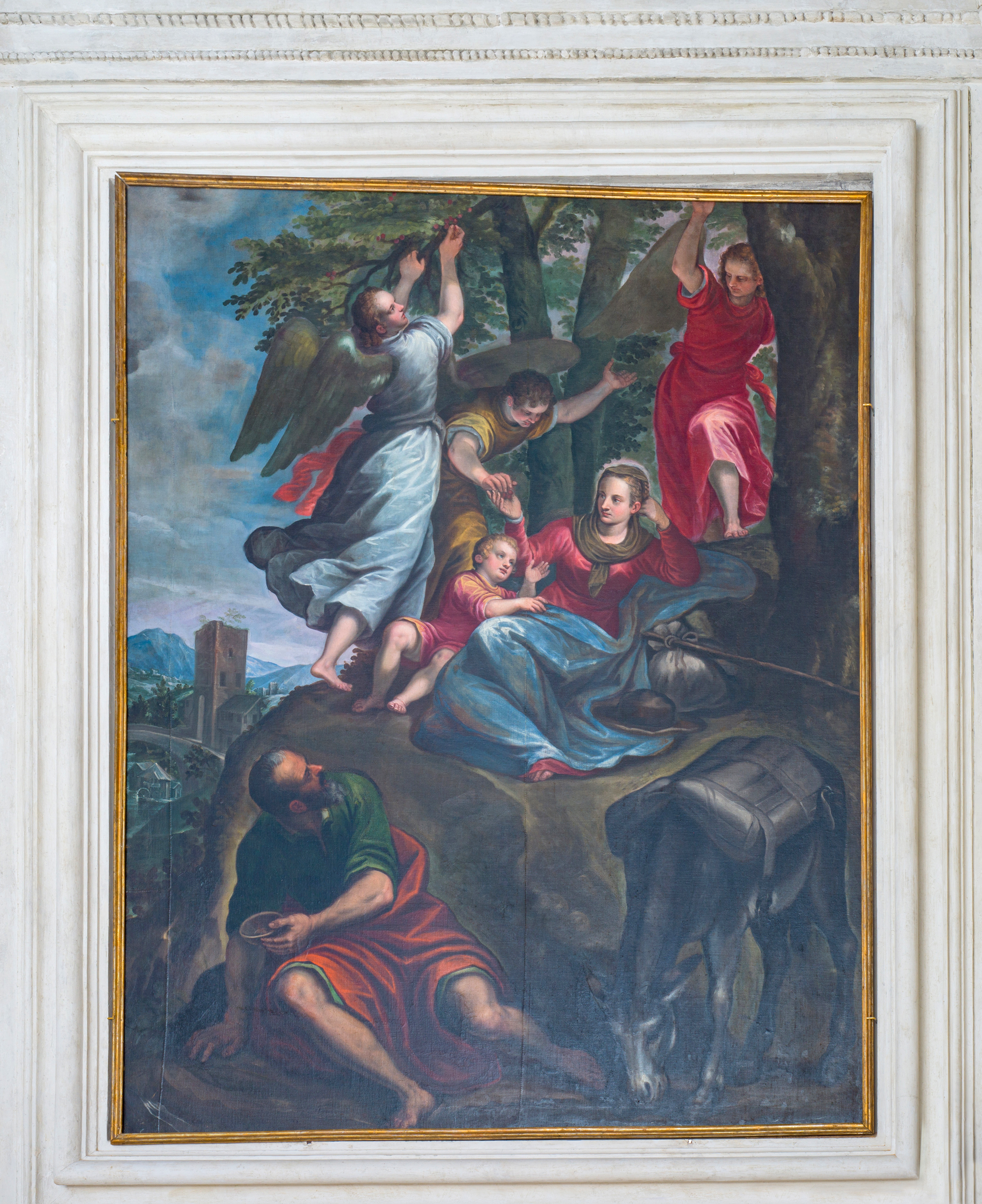
Rückkehr von der Flucht aus Ägypten, Brescia
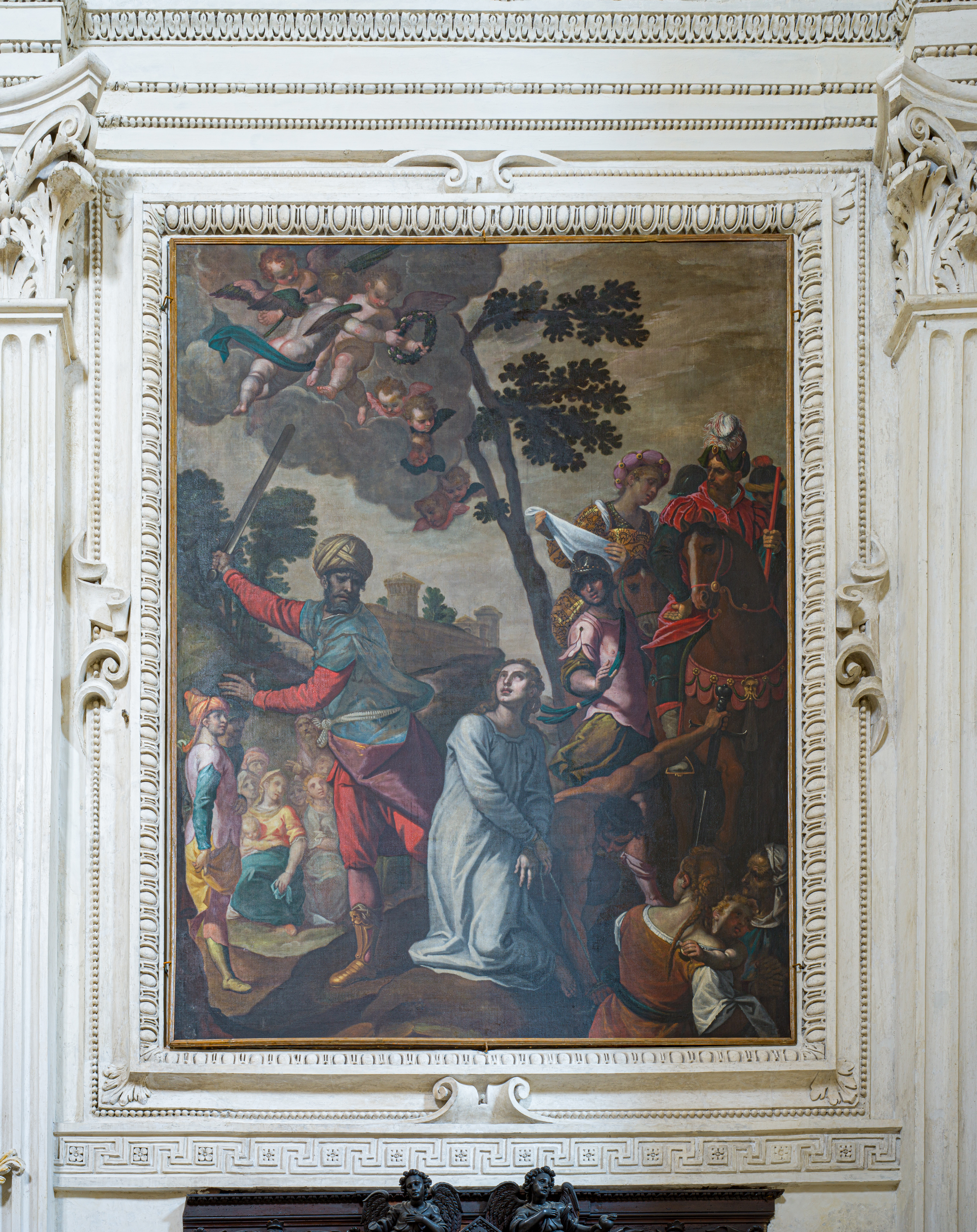
Enthauptung der Heiligen Barbara
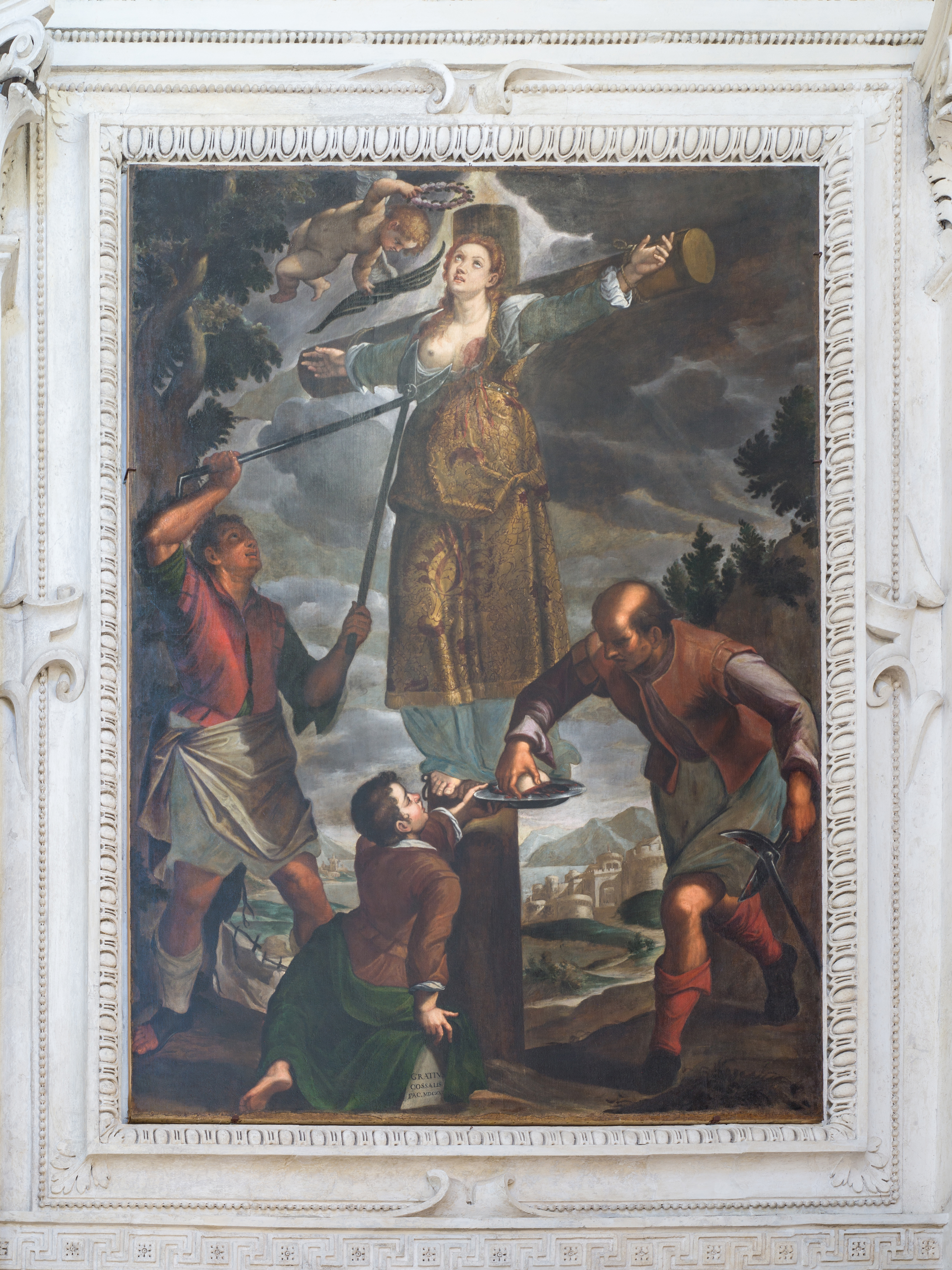
Martyrium der Heiligen Agata
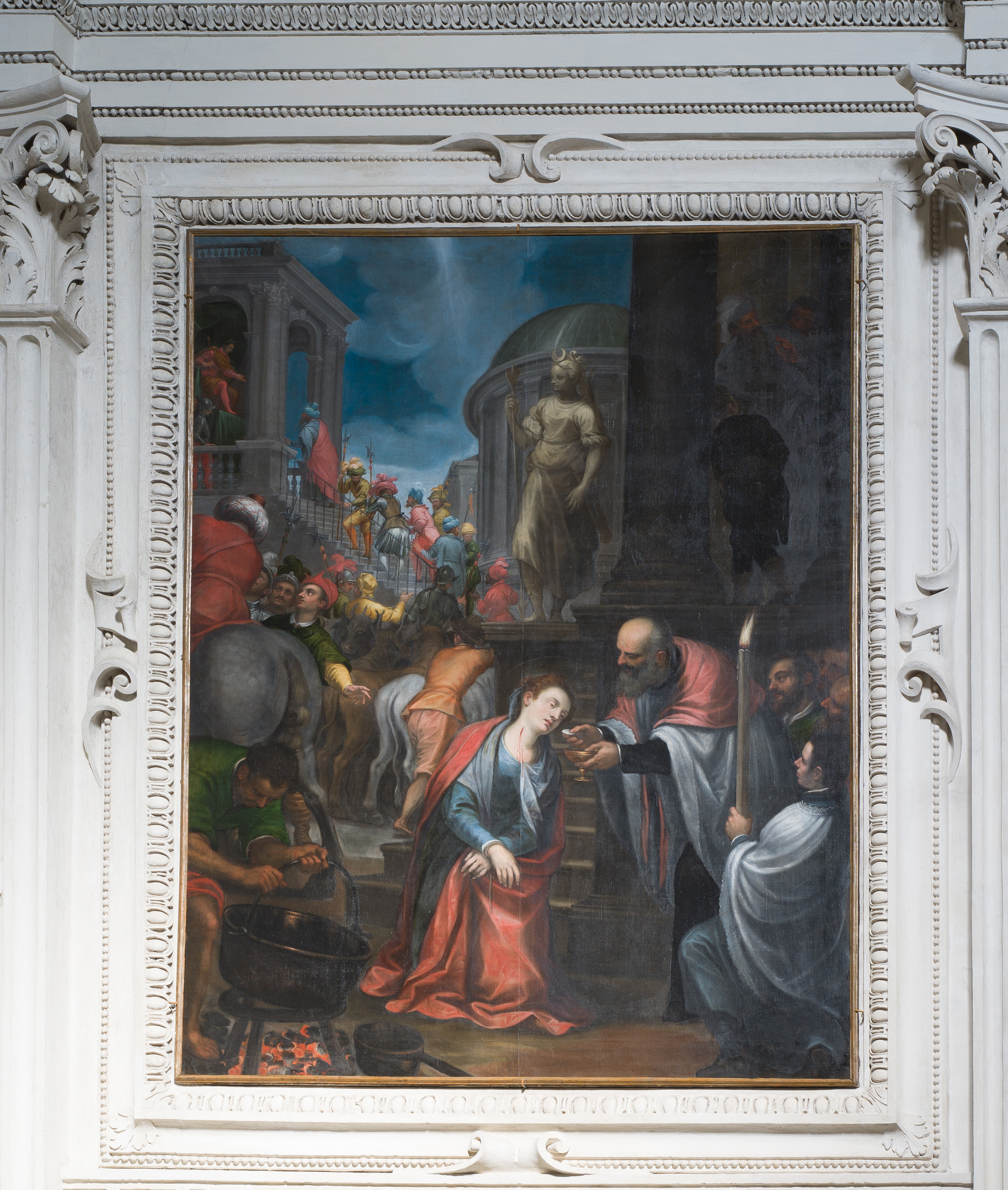
Heilige Lucia empfängt die Eucharistie

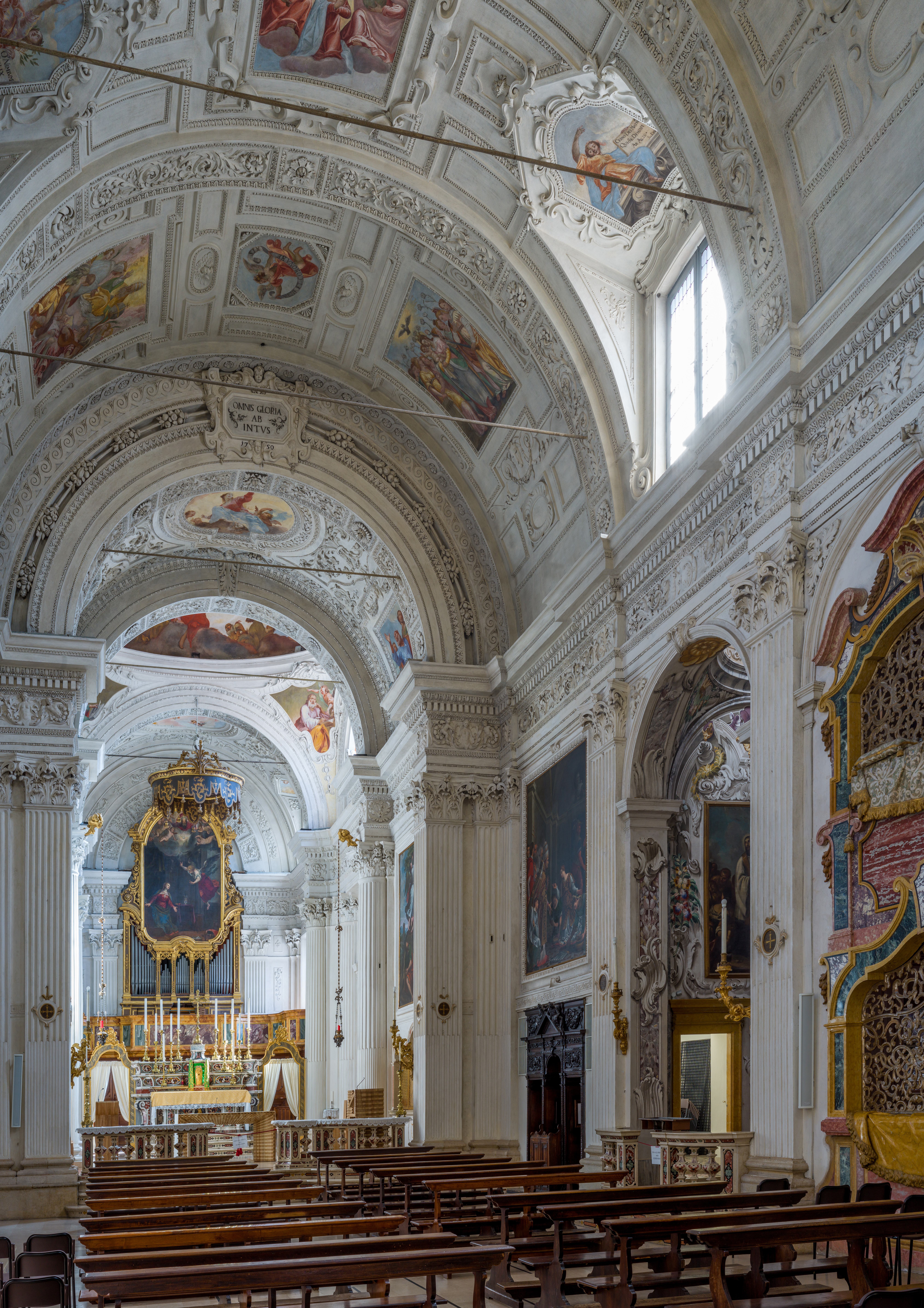
Hauptschiff der Kirche

Es besteht ein Kontrast zwischen dem nüchternen Äußeren und dem prächtigen Inneren. Dieses ist eines der bedeutendsten Beispiele für den Rokoko in Brescia. Sie besteht aus einem einzigen Schiff, das von geriffelten korinthischen Pilastern gekennzeichnet ist, die auf der Dachlinie einen reichhaltigen Stuckfries mit Putten in Pflanzenmotiven tragen. Darüber verläuft ein langes, ebenfalls in Stuck ausgeführtes Gebälk, das als Abschluss für das Tonnengewölbe dient, das das gesamte Kirchenschiff bedeckt und in dem sich einige Fenster befinden. Im Inneren dieses Gebälks befinden sich unter anderem elf Medaillons, die von Grazio Cossali in Fresko gemalt wurden und in Stuckrahmen von Andrea Colomba eingefasst sind, die Szenen aus dem Alten Testament und das Leben von Maria und Jesus darstellen, sowie vier Rundbögen über den Fenstern, die wiederum von Guy Louis II Vernansal in Fresko ausgeführt sind und die vier Sibyllen darstellen: Cumana, Persica, Eritrea und Tiburtina.

## Orgel
In der Rückwand der Apsis, über dem Chor hinter dem Hochaltar, befindet sich die Tonoli-Orgel als Opus 5 aus dem Jahr 1871. Im Jahr 1960 restaurierte und erweiterte die Firma Tamburini aus Crema (Opus 418) das Instrument. In diesem Zuge wurde die alte mechanische Traktur beseitigt und durch eine elektropneumatische Traktur ersetzt, aber sowohl die alten Register als auch das ursprüngliche Windwerk wurden beibehalten. Der neue Spieltisch wurde hinter dem barocken Hochaltar platziert und verfügt über zwei Manuale und ein konkav-radiales Pedal. Die Disposition lautet wie folgt:
| I Grand'Organo C–c4 |         |
| Principale B        | 8′      |
| Principale D        | 8′      |
| Bordone             | 8′      |
| Flauto Traverso D   | 8′      |
| Ottava B            | 4′      |
| Ottava D            | 4′      |
| Viola B             | 4′      |
| Decimaquinta        | (2′)    |
| Ottavino D          | 2′      |
| Decimanona          | (1 ⁄3′) |
| Vigesimaseconda     | (1′)    |
| Vigesimasesta       | (2⁄3′)  |
| Vigesimanona        | (1⁄2′)  |
| Trigesima III–VI    |         |
| Cornetto II D       |         |
| Corno Inglese D     | 16′     |
| Tromba B            | 8′      |
| Tromba D            | 8′      |
| Clarone B           | 4′      |
| Voce Umana          | 8′      |

| II Espressivo C–c4 |      |
| Principalino       | 8′   |
| Bordone            | 8′   |
| Principalino       | 4′   |
| Flauto a Camino    | 4′   |
| Flauto in XII      | (4′) |
| Ottavina           | 2′   |
| XIX–XXII           |      |
| Oboe               | 8′   |
| Tremolo            |      |

| Pedal C–g1   |     |
| Bordone      | 16′ |
| Contrabbasso | 16′ |
| Ottava       | 8′  |
| Bordone      | 8′  |
| Ottava       | 4′  |
| Trombone     | 8′  |

## Werke

Ohnmacht des Heiligen Andreas Avellino
Der heilige Kajetan empfängt das Jesuskind von der Jungfrau Maria
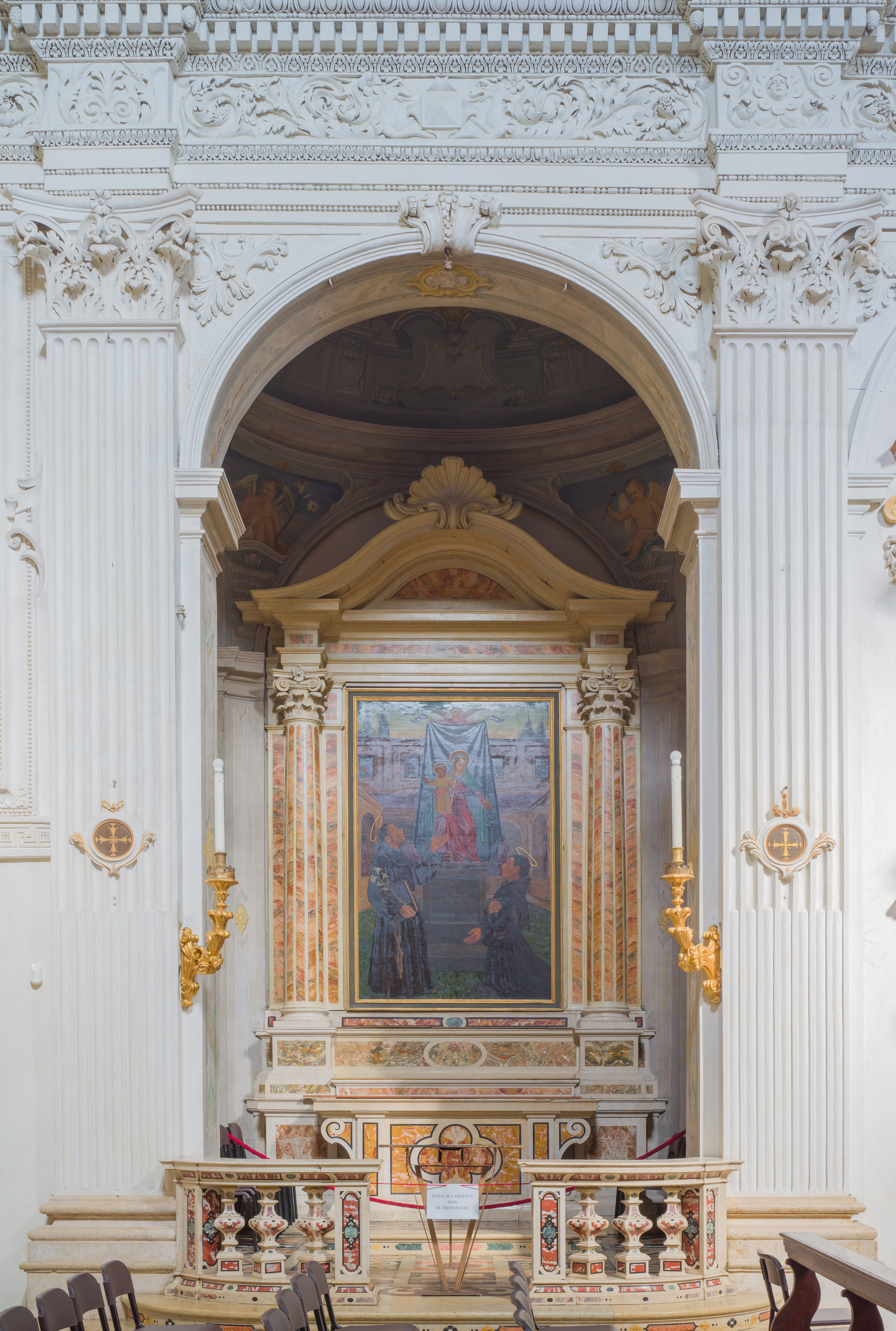
Heiliger Antonius und Heiliger Salvator von Horta mit der Jungfrau und Kind

Ausgehend von der rechten Seite der Kirche sind die folgenden Kapellen und die dazugehörigen Werke enthalten:
- Die erste Kapelle, die dem heiligen Andreas Avellino, einer großen Persönlichkeit des Theatinerordens, gewidmet ist, wurde dank des substantiellen Beitrags des Grafen Alessandro Gambara, der sich besonders dem Heiligen zuwandte, errichtet: Das Altarbild ist ein Werk von Giambattista Pittoni aus dem Jahr 1742 und stellt den Moment dar, in dem der Heilige Andreas während der Feier der Messe von tödlicher Trauer über das Übermaß an göttlicher Liebe ergriffen wird. Die Komposition des Gemäldes hängt von zwei divergierenden Diagonalen ab, von denen die eine durch die Verkürzung des Körpers des Heiligen Andreas und die andere durch die horizontale Ebene des Altars gekennzeichnet ist. Auch die bewegte Position des Klerikers, der den sterbenden Heiligen stützt, trägt dazu bei, das Gefühl der illusorischen Tiefe zu betonen. Die Putti und Cherubim aus Marmor sind das Werk von Antonio Calegari.
- Die nächste Kapelle beherbergt eine doppelte Tribüne aus dem 18. Jahrhundert die wegen ihrer kompositorischen Schönheit und ihrer Aufmerksamkeit für die Skulptur einzigartig in Brescia ist: im unteren Bereich wird sie durch eine Brüstung geschlossen, die mit einem mit Friesen eingelegten gelben Marmorvorhang bedeckt ist. Im oberen Bereich hängt ein weiterer Vorhang mit verschiedenen aschgrauen Mustern, begleitet von zwei ebenfalls meisterhaft in Marmor gemeiselten Kissenimitaten. Die beiden Tribünen sind mit barocken Rahmen aus polychromem Marmor verziert. Die szenografische Darstellung, fast wie eine Theaterinszenierung, bezieht sich auf die Kultur des Hochbarocks, insbesondere auf das Werk Gian Lorenzo Bernini, von dem sich der Autor sehr wahrscheinlich inspirieren ließ. Zwischen den beiden Tribünen befindet sich das Wappen der Theatiner, ein Kreuz, das auf drei Bergen steht.
- Die dritte Kapelle ist dem Heiligen Kajetan von Thiene gewidmet und beherbergt ein Gemälde aus dem frühen 18. Jahrhundert vom Theatinerpater Filippo Maria Galletti. Das Werk stellt den Heiligen dar, der vor der thronenden Jungfrau kniend aus deren Armen das Kind empfängt. Symmetrisch an den Seiten befinden sich der Heilige Josef und der Heilige Hieronymus. Um die Szene herum, im Hintergrund, sind Engelsköpfe und -figuren zu sehen. An der linken Wand der Kapelle befindet sich ein Gemälde, das wiederum den heiligen Katejan von Thiene darstellt, hier während der Behandlung der Kranken, ein 1705 entstandenes Jugendwerk von Antonio Paglia. Auf der anderen Seite befindet sich ein Ölgemälde von Andrea Nannini, das die Erscheinung des Heiligen Kajtan vor einer Gruppe von Anhängern darstellt, ein Werk aus dem Jahr 1776. Auf der linken Seite derselben Kapelle befindet sich eine Inschrift zur Erinnerung an die Weihe der Kirche an den Heiligen Kajetan von Thiene 1717.
- Der an die Kajetan-Kapelle angrenzende Raum ist als kleiner Votivschrein angelegt, mit vielen Votivgaben und Tafeln, zum Gedenken an die vielen empfangene Gnaden. Die älteste stammt aus dem Jahr 1616 und wurde als Gelübde für die Heilung des Grafen Annibale Provaglio abgelegt. Von der Wallfahrtskirche aus kann man das Oratorium San Gaetano betreten, eine kleine unterirdische Kirche, in der sich die Mitglieder der Bruderschaft der Theatiner an den Festtagen versammelten, um morgens liturgische Feiern und abends Diskussionen über Projekte barmherziger Werke durchzuführen. Der Zweck des Oratoriums war es auch, die Verehrung des Heiligen zu verbreiten und die Feste zu unterstützen, die in der Kirche und im Rahmen der Kirche gefeiert wurden. Hier trafen sich auch die Mitglieder der 1709 von Pater Magenis gegründeten Bruderschaft des Allerheiligsten Sakramentes, die einen raschen Zustrom von Mitgliedern und Anhängern verzeichnete, so dass die Gruppe im folgenden Jahr eine eigene Regel und ein eigenes Statut annahm, die von Papst Clemens XI. gebilligt wurden.
- Das Presbyterium ist durch eine Marmorbalustrade vom Rest des Raumes getrennt. Die Szene der Mariä Himmelfahrt ist auf der oberen Mitte des Heiligen Bogen in einem mehrlappigen Rahmen abgebildet. Auf der Seite des heiligen Bogens befinden sich zwei große Gemälde von Alessandro Maganza, die links die Flucht nach Ägypten und rechts die Rast der Heiligen Familie während der Flucht nach Ägypten darstellen. Auf der rechten Seite des Presbyteriums befinden sich die Figuren einiger Apostel, und alle Fresken stammen von Pietro Scalvini aus dem Jahr 1750. Der gesamte Raum ist von einer kleinen Kuppel bedeckt, die mit Heiligen in den Wolken, Engeln und Engelchen geschmückt ist und Porträts der Evangelisten in den Pendentifs, alles Werke von Scalvini. Der strenge Chor mit einem Nussbaumgestühl befindet sich in einer halbrunden Apsis und wurde bei den Renovierungsarbeiten in der Mitte des 18. Jahrhunderts hinzugefügt, in denen auch das Presbyterium errichtet wurde. Die Apsis ist auch mit Fresken von Cherubinen und Engeln von Scalvini geschmückt. Der Hochaltar ist wahrscheinlich das Werk von Francesco Bombastoni oder Vincenzo Baroncini, der erster bereits in der Kirche San Lorenzo anwesend war um den Hochaltar zu errichten, aber nach einigen Monaten aufgegeben hatte. Das Werk zeichnet sich durch die Polychromie der Marmorintarsien aus, die mit der Technik des commesso di pietre dure hergestellt werden, bei der dünne Steinscheiben verwendet werden, die nach einem Grundmuster ausgeschnitten und dann zusammen auf einen Träger montiert werden. In der Mitte des Altars befindet sich eine vergoldete Marmorfigur der Unbefleckten Empfängnis mit dem Kind in einer Blumengirlande. Das Altarbild des Hochaltars ist wiederum von Alessandro Maganza und stellt die Verkündigung dar. Das Altarbild ist in eine einheitliche Struktur eingefügt, zu der auch die Fassade der Orgel gehört.
- An der Nordseite des Presbyteriums befindet sich links die Sakristei mit einem Gewölbe auf dem Christus im Himmel mit dem Heiligen Kajetan in der Herrlichkeit dargestellt ist, der den Teufel in die Flucht schlug, während an der Rückwand die Apotheose der Theatiner zu sehen ist, alles Fresken von Scalvini aus der Mitte des 18. Jahrhunderts.

Auf der linken Seite der Kirche, ausgehend vom Presbyterium, befinden sich:
- Die dem Heiligen Antonius von Padua gewidmete Kapelle mit einem Altarbild von Gianfilippo Usellini aus dem Jahr 1941, das den Heiligen und den Heiligen Salvator von Horta vor der thronenden Jungfrau darstellt. An den Seiten der Kapelle befinden sich zwei Gemälde aus dem 19. Jahrhundert, auf denen links Kardinal Paolo Burali von Arezzo und rechts Kardinal Giuseppe Maria Tomasi, ein Schriftsteller über die marianische Spiritualität, dargestellt sind.
- In der Mitte der linken Seite der Kirche, vor der doppelten Marmortribüne auf der rechten Seite, befindet sich eine Kanzel aus dem 18. Jahrhundert mit einem Baldachin auf dem der Heilige Geist dargestellt ist.
- Schließlich gibt es die dem Heiligen Franziskus gewidmete Kapelle mit einem Gemälde von Giuseppe Ariassi aus dem 19. Jahrhundert, das den Heiligen beim Empfangs der heiligen Stigmata darstellt. Die Episode wiederholt sich im Inneren des Medaillons in der Mitte der Altarfront aus polychromem Marmor. An der linken Wand der Kapelle sind die Schutzheiligen des Ordo Franciscanus Saecularis dargestellt: der heilige König Ludwig und die heilige Elisabeth von Ungarn, während auf der gegenüberliegenden Seite ein Gemälde die heilige Klara darstellt.